# Illusion (canção)
Illusion (Ilusão) é uma canção interpretada por Krassimir Avramov, e foi a representante da Bulgária, no Festival Eurovisão da Canção 2009.
A música foi apresentada na primeira semifinal, não conseguindo passar à Grande Final do Festival.